# Islote de Sable Blanc
Islote de Sable Blanc (en francés: Îlot de Sable Blanc que quiere decir: «Islote de Arena Blanca»;  en mahorés: Mtsanga Tsoholé que significa «Arena en forma de arroz») es un banco de arena en el extremo sureste del departamento de ultramar francés de Mayotte, a alrededor de 1,7 km de la punta Saziley en el océano Índico. Que mide unos 453 metros de longitud y 148 metros de ancho, se encuentra a pocos metros de la superficie del agua siendo parte de un arrecife de coral.

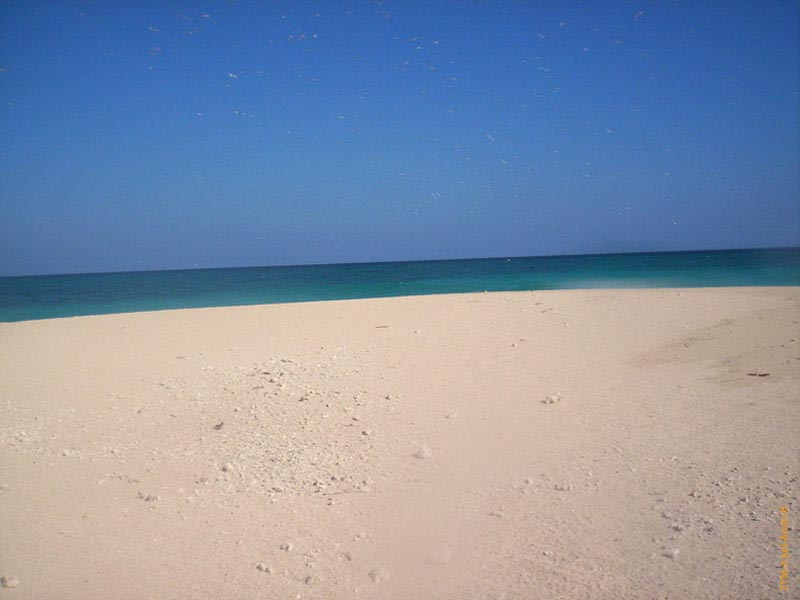
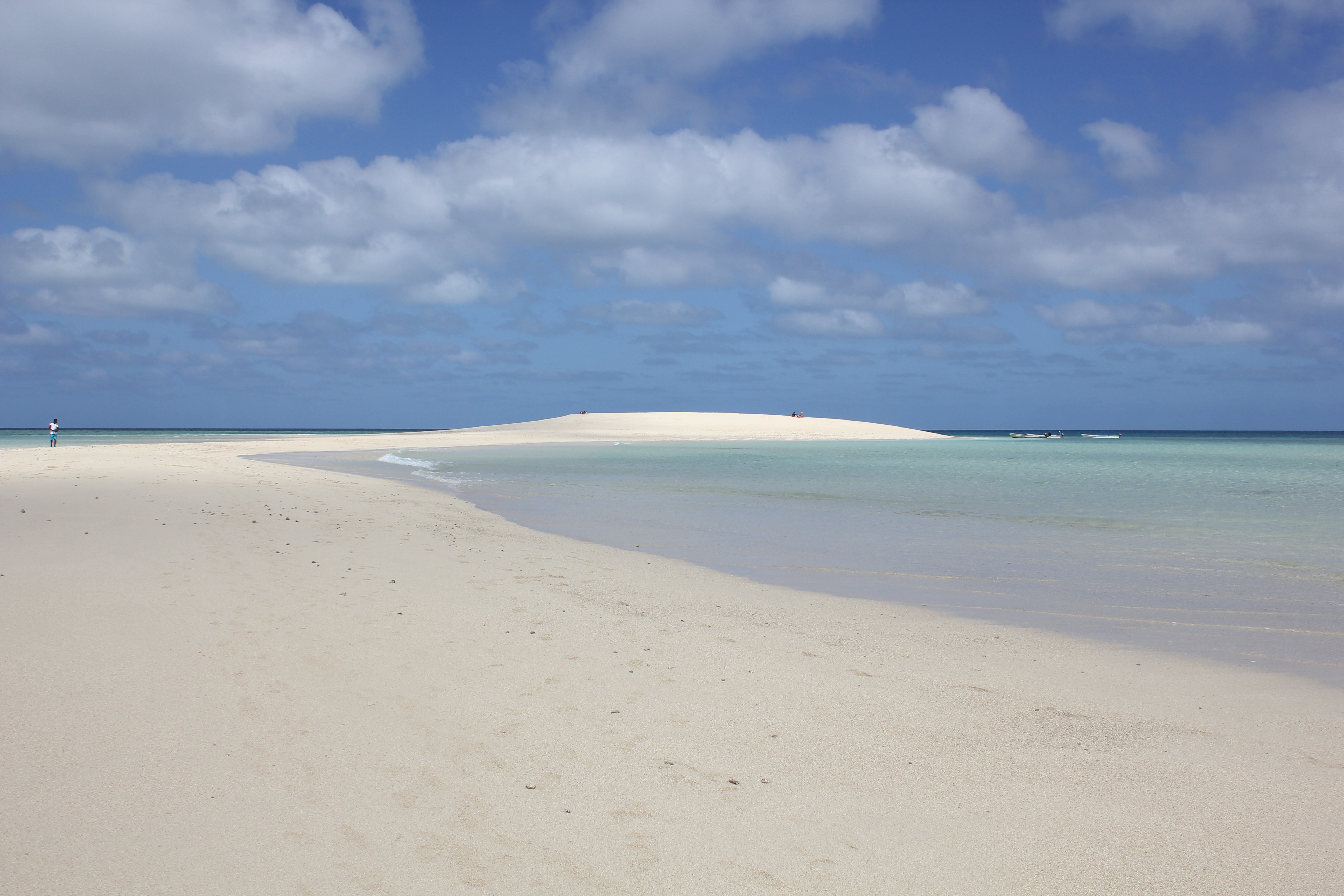
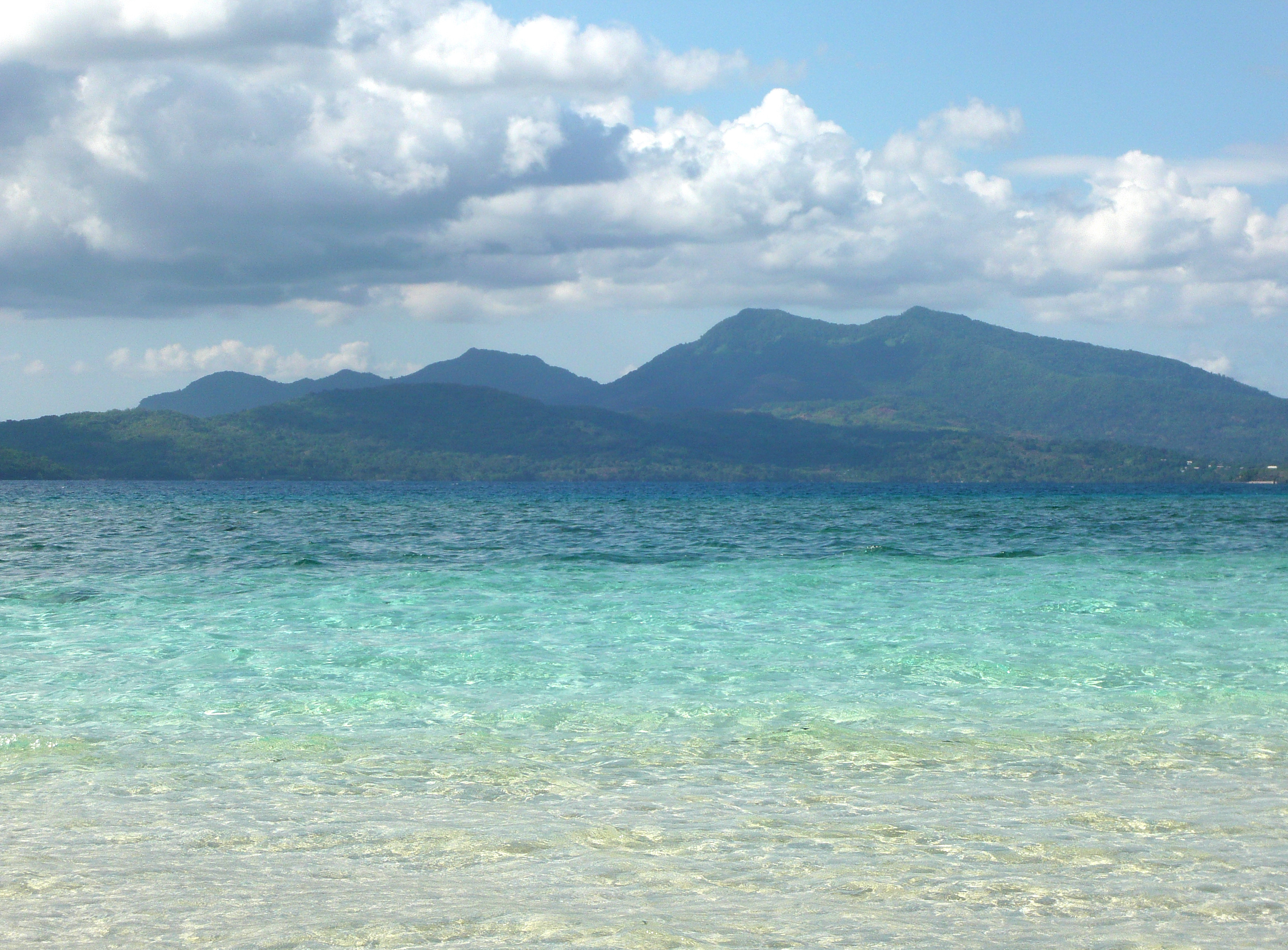
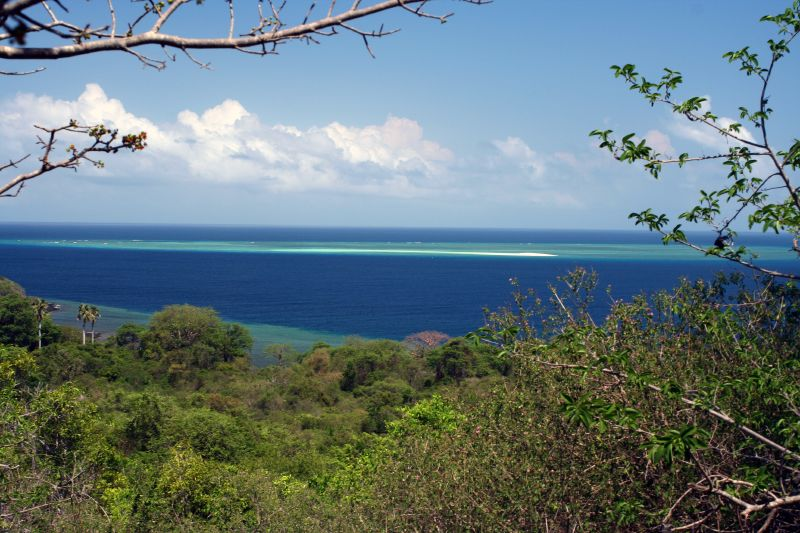